# Escut de Copons
L'escut oficial de Copons és el símbol d'aquest municipi i és descrit mitjançant el següent blasonament:
Escut caironat: de gules, tres copons d'or gringolats de sinople. Per timbre, una corona de vila.

## Disseny
La composició de l'escut està formada sobre un fons en forma de quadrat recolzat sobre un dels seus vèrtexs, anomenat escut caironat, segons la configuració difosa a Catalunya i d'altres indrets de l'antiga Corona d'Aragó i adoptada per l'administració a les seves especificacions per al disseny oficial dels municipis dels ens locals. És un escut de color vermell (gules), on es representen tres copons de color groc (or) dels quals en surten tres caps de serp (gringolats) de color verd (sinople).
L'escut està acompanyat a la part superior d'un timbre en forma de corona mural, que és l'adoptada pel Departament de Governació d'Administracions Locals de la Generalitat de Catalunya per timbrar genèricament els escuts dels municipis. En aquest cas, es tracta d'una corona mural de vila, que bàsicament és un llenç de muralla groc (or) amb portes i finestres de color negre (tancat de sable), amb vuit torres merletades, de les quals se'n veuen cinc.

## Història
L'Ajuntament va acordar en ple iniciar l'expedient d'adopció de l'escut el dia 20 de gener de 2016. Després dels tràmits reglamentaris, l'escut va ser aprovat el 23 de desembre del 2016 i publicat al DOGC número 7.286, el 13 de gener de 2017.
Els tres copons són el senyal propi, tradicional i característic del municipi. A més de ser un senyal parlant, representen les armes del llinatge feudal dels Copons, que van adoptar aquest nom com a cognom per la possessió del castell de Copons, al voltant del qual es va formar el poble. La corona que timbra l'escut representa el fet que la població té el títol de vila des de l'any 1348.

### Antic escut de Copons

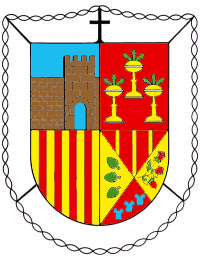
Antic escut de Copons.

Anteriorment a l'oficialització del seu escut, des de l'any 1996, Copons utilitzava un altre escut, blasonat de la manera següent:
Escut quarterat: 1r d'atzur, un castell obert de pedra natural, maçonat de sable; 2n de gules, tres copons d'or gringolats de tres caps de serp de sinople; 3r d'or, quatre pals de gules; 4t quarterat en sautor: 1r de gules, tres pals d'or; 2n d'or, tres pinyes de sinople; 3r d'or, tres roses de gules tijades i fullades de sinople; 4t de gules, tres rocs d'atzur.
Aquest escut va ser adoptat després de la recerca feta per Joaquim Aparisi. El primer quarter representava el castell de Copons, el 2n quarter les armes de la família Copons, el 3r quarter les armes de Catalunya i el quart quarter conté les representacions de les famílies Pinós (les pinyes de sinople sobre fons d'or), Rosselló (les roses de gules tijades i fullades de sinople sobre el fons d'or) i Rocabertí (els tres pals d'or sobre fons de gules i els tres rocs d'atzur sobre fons de gules), que van tenir molta influència en la història del poble en haver-se emparentat amb la família Copons.